# João Ternura
João Ternura é o único romance escrito por Aníbal Machado (1894-1964).
Segundo Pedro Nava, o escritor mineiro já o redigia quando residia em Belo Horizonte e, com isso, sua gênese data da década de 1920, podendo ser anterior à Semana de Arte Moderna de 1922.
Aníbal escreveu o livro durante várias décadas, com interrupções, finalizando o romance quando se encontrava para morrer. Antes de falecer pediu ao seu amigo Carlos Drummond de Andrade que cuidasse do livro. A primeira edição saiu postumamente em 1965.